# Beruri (cratera)
Beruri é uma cratera marciana. Tem como característica 46.6 quilômetros de diâmetro. Deve o seu nome a Beruri, uma pequena cidade do Brasil.